# 顺宁红丝线
顺宁红丝线（学名：Lycianthes shunningensis）为茄科红丝线属下的一个种。

## 扩展阅读
- 維基物種上的相關：顺宁红丝线